# 抱き寄せ 高まる 君の体温と共に
「抱き寄せ 高まる 君の体温と共に」（だきよせ たかまる きみのたいおんとともに）は、WANDSの楽曲である。2020年5月20日に17枚目のシングルとしてD-GOより発売された。
表題曲について、BSテレビ東京土曜ドラマ9『サイレント・ヴォイス season2』の公式サイトでは「『もっと強く抱きしめたなら』を彷彿とさせるラブソング」だと紹介されている。

## 概要
新ボーカルの上原大史を迎えて再始動したWANDSの始動第二弾シングルで、マキシシングルとして発売されている。表題曲「抱き寄せ 高まる 君の体温と共に」は、11thシングル「WORST CRIME〜About a rock star who was a swindler〜」以来となる柴崎浩の書き下ろしである。
表題曲は、2020年4月からのBSテレ東土曜ドラマ9『サイレント・ヴォイス season2』主題歌として使用された。さらに、同年10月からテレビ東京系列『たけしのニッポンのミカタ!』エンディングテーマとしても使用された。
通常盤のカップリングには「愛を語るより口づけをかわそう」の新録が、初回限定盤には「Just a Lonely Boy」の新録がそれぞれ収録されており、通常盤には“君の体温とともに”SPECIALフォトカードが封入されている。キャンペーン用ノベルティーグッズとしてスタッフのアイディアによるWANDSオリジナル“だきたか”マグカップも制作された。
同年4月11日、表題曲「抱き寄せ 高まる 君の体温と共に」とドラマ「サイレント・ヴォイス 行動心理捜査官・楯岡絵麻 Season2」の本編映像を編集した動画がWANDSの公式YouTubeチャンネルにて公開された。
同年4月24日放送のFM802「FRIDAY Cruisin' Map!!」内で表題曲のフルヴァージョンが初オンエアされた。
なお、本作リリース日の5月20日に、WANDSとしては25年ぶりとなる全国ツアー（大阪、名古屋、東京）を開催すると発表されたが、新型コロナウイルス感染症の感染拡大の影響により全公演中止となった。

## アートワーク
2020年4月11日、WANDSの新ヴィジュアルと本作のジャケットアートワークが公開された。新ヴィジュアルはブルーを基調とした仕上がりで、ジャケットアートワークはメンバー3人の視線が気になるクールな仕上がりであり、往年のWANDSアートワークのテイストも感じさせるような懐かしい雰囲気があるとされる。

## シングル収録曲
| #         | タイトル                                   | 作詞      | 作曲      | 編曲      | 時間 |
| --------- | ------------------------------------------ | --------- | --------- | --------- | ---- |
| 1.        | 「抱き寄せ 高まる 君の体温と共に」         | 上原大史  | 柴崎浩    | 柴崎浩    | 4:00 |
| 2.        | 「Just a Lonely Boy 〜WANDS 第5期 ver.〜」 | 上杉昇    | 柴崎浩    | 柴崎浩    | 4:25 |
| 合計時間: | 合計時間:                                  | 合計時間: | 合計時間: | 合計時間: | 8:25 |

| #         | タイトル                      | 作詞 | 作曲・編曲 | 時間 |
| --------- | ----------------------------- | ---- | ---------- | ---- |
| 1.        | 「SPECIAL LIVE EVENT DIGEST」 |      |            | 6:01 |
| 合計時間: | 合計時間:                     | 6:01 |            |      |

- 「真っ赤なLip」購入応募抽選による招待ライブの一部をダイジェストで収録
  - 「真っ赤なLip」
  - 「もっと強く抱きしめたなら」
  - 「時の扉」
  - 楽屋オフショット

| #         | タイトル                                              | 作詞      | 作曲      | 編曲      | 時間 |
| --------- | ----------------------------------------------------- | --------- | --------- | --------- | ---- |
| 1.        | 「抱き寄せ 高まる 君の体温と共に」                    | 上原大史  | 柴崎浩    | 柴崎浩    | 4:00 |
| 2.        | 「愛を語るより口づけをかわそう 〜WANDS 第5期 ver.〜」 | 上杉昇    | 織田哲郎  | 柴崎浩    | 4:30 |
| 合計時間: | 合計時間:                                             | 合計時間: | 合計時間: | 合計時間: | 8:30 |

## 楽曲解説
1. 抱き寄せ 高まる 君の体温と共に
  - BSテレ東土曜ドラマ9『サイレント・ヴォイス season2』主題歌およびテレビ東京系列「たけしのニッポンのミカタ!」エンディングテーマ（2020年10月2日の放送より）[5]。本作はWANDSとして4thシングル「時の扉」以来のテレビドラマの主題歌となっている[12]。ドラマとのタイアップが決まる前から曲と歌詞が先にできており、主題歌の話をもらい番組側の要望に合わせ曲を提示し、この曲に決定したという経緯がある。
  - 上記の通り、次に出すシングルの候補として柴崎作のデモ曲に上原が歌詞と仮歌を入れた物がいくつかあったが、なかなか決まらずメンバーとスタッフの間で頭を抱えていた。上原は、2ndにふさわしい楽曲として本作が完成したとき、これで前に進むことができると思い、メンバーたちが互いにホッとしたと語った[13]。
  - 歌詞を書いたボーカルの上原大史は出来上がったメロディーを聴いて、"数年付き合ってときめきが薄れてきたカップルの物語"を描いた初めてのストレートなラブソングに挑戦したという[14]。
  - 柴崎は、前作「真っ赤なLip」とは異なった歌唱と魅力を表現できる曲を書こうと思っていた。上原には泣きのメロディが合うだろうと感じていたので、そこはうまく活かせたと語った[14] 。
  - 柴崎は本作について、アレンジに頼らず、メロディーだけでいいものを作れと指示され、結果として90年代らしくなったと語った[15]。
  - 曲のタイトルは元々違うものがつけられていたが、プロデューサーの長戸大幸がサビの出だしに登場する"抱き寄せ 高まる 君の体温と共に"がタイトルにいいと提案し、決定した[6]。
  - 2020年4月24日放送のFM802「FRIDAY Cruisin' Map!!」内でフルヴァージョンが初オンエアされた。
2. Just a Lonely Boy 〜WANDS 第5期 ver.〜
  - 1994年6月8日リリースの8thシングル「世界が終るまでは…」のカップリング曲の新録。初回限定盤に収録された。
  - 「愛を語るより口づけをかわそう」はあらかじめ新録が決まっていたが、もう1曲セルフカバーを入れようという要望がスタッフよりあり、「Just a Lonely Boy」の新録も決定した。急な要望で時間もあまりない中であったが、2019年の再始動ライブに参加する前から柴崎が自主的にこの曲のリアレンジを進めていたこともあり、スタッフに提案した流れで収録された。
  - この曲のリアレンジに関して、Bメロのコードを原曲のそれから変更した[13]。
3. 愛を語るより口づけをかわそう 〜WANDS 第5期 ver.〜
  - 1993年4月17日リリースの5thシングルの新録。通常盤に収録された。

リアレンジに関して、大きくアレンジを変えたバージョンも存在すると言うが、聴くファンの事も考慮し音色やちょっとしたフィルインで変化をつけながら原曲とあまり変えない方向でリアレンジし直したものを採用したとギターの柴崎浩は語っている。これに合わせ、上原も原曲のイメージから外れないように意識して歌っているという。余談だが、柴崎はこのレコーディングの際にメインギターが不調だったため使えず、楽器選びに手間取ったという。

## ミュージックビデオ
2020年5月16日よりオフィシャルYouTubeチャンネルで表題曲「抱き寄せ 高まる 君の体温と共に」のミュージック・ビデオが公開された。メンバーのレコーディング風景をフィーチャーしており、「愛を語るより口づけをかわそう」や「恋せよ乙女」など、第2期のPVを彷彿とさせる映像に仕上がっている。これは、本来メンバー3人が大阪に集合して撮影する予定だったが、新型コロナウイルス感染拡大の防止に伴い急遽予定を変更し、上原は大阪、柴崎と木村は東京のスタジオで個別に撮影を行ったためである。
2020年10月28日発売の第5期WANDS初のアルバム「BURN THE SECRET」の初回限定盤の特典DVDにも本作のミュージックビデオが収録されたが、アルバムリリース記念に新規製作されたもので、上記とは別の映像である。

## プロモーション

### テレビ出演
| 番組名                                                            | 日付           | 放送局     | 演奏曲                                                                      |
| ----------------------------------------------------------------- | -------------- | ---------- | --------------------------------------------------------------------------- |
| 「テレ東音楽祭2020夏」～もう一度聞きたい最強ヒットソング100連発～ | 2020年06月24日 | テレビ東京 | 時の扉 〜WANDS 第5期 ver.〜 愛を語るより口づけをかわそう 〜WANDS第5期Ver.〜 |
| プレミアMelodiX!                                                  | 2022年11月9日  | テレビ東京 | 抱き寄せ 高まる 君の体温と共に                                              |
| ミュージックステーション                                          | 2023年5月26日  | テレビ朝日 | 愛を語るより口づけをかわそう 〜WANDS第5期Ver.〜                             |

### ラジオでのパワープレイ
| 曲                             | 日付                     | 放送局        | 枠組み                         |
| ------------------------------ | ------------------------ | ------------- | ------------------------------ |
| 抱き寄せ 高まる 君の体温と共に | 2020年5月1日から5月30日  | ラジオ関西    | Monthly A Music                |
| 抱き寄せ 高まる 君の体温と共に | 2020年5月1日から5月30日  | KBS京都       | Monthly A Music                |
| 抱き寄せ 高まる 君の体温と共に | 2020年5月1日から5月30日  | MBS毎日放送   | Monthly A Music                |
| 抱き寄せ 高まる 君の体温と共に | 2020年5月1日から5月30日  | ABC朝日放送   | Monthly A Music                |
| 抱き寄せ 高まる 君の体温と共に | 2020年5月1日から5月30日  | OBCラジオ大阪 | Monthly A Music                |
| 抱き寄せ 高まる 君の体温と共に | 2020年5月16日から5月30日 | ラジオ日本    | ラジオ日本 5月度パワーチューン |

## チャート成績
オリコンチャートで2日連続でデイリー1位を獲得。週間シングルランキングは初登場3位で、WANDSのシングルがTOP3入りするのは、10thシングル「Same Side」以来約25年ぶり。5月19日、5月20日付の同デイリーシングルランキングで1位を獲得した際、多くのファンがSNS等で喜びの声をあげた。
Billboard Japanのチャートでは、5月27日付の「Top100」で初登場63位、「Top Singles Sales」で初登場3位を獲得した。なお、2020年5月18日から5月20日の集計では3,830枚を売り上げ、首位となっていた。

## 収録アルバム
- 『BURN THE SECRET』（#1）
  - 初回限定盤の特典DVDにミュージックビデオを収録。